# 15-й гусарский полк (Австро-Венгрия)
15-й гусарский полк — кавалерийский полк императорской и королевской армии Австро-Венгрии эрцгерцога Франца Сальватора.
Полное название: нем. k.u.k. Husarenregiment „Erzherzog Franz Salvator“ Nr. 15

## История
Дата образования — 1701 год. В 1701 году был создан драгунский полк. В 1798 году он был переименована в 7-й лёгкий драгунский полк, в 1802 году — во 2-й драгунский полк, в 1860 году — в 10-й кирасирский полк, в 1867 году — в 10-й драгунский полк и, наконец, в 1873 году — в 15-й гусарский полк.

## Почётные командиры
- Фельдмаршал Кристиан Эрнест фон Бранденбург-Байройт (1701—1712),
- Король Баварии Максимилиан I Виттельсбах (1814—1817),
- Король Баварии Людвик I Виттельсбах (1817—1868),
- Почётный шеф — эрцгерцог Франц Сальватор Австрийский (с 1898).

## Состав полка
Набор рекрутов — с 1889 года в Кошице.
Национальный состав полка (июль 1914 г.) — 91 % венгров и 9 % других.
Языки полка (июль 1914 г.) — венгерский.

## Структура полка в мирное время
- штаб
- взвод разведчиков
- телеграфный взвод
- резерв
- I-й дивизион
- II-ой дивизион

В состав каждого дивизиона входили 3 эскадрона по 117 гусар. В штатном статусе полка было 37 офицеров и 874 унтер-офицера и низшего чина.

## Униформа
Тёмно-синяя аттила (мундир) с жёлтыми пуговицами и пепельно-серый кивер.

## Первая мировая война
- 1914 год — штаб и I-й дивизион — Дьёндьёш, II-ой дивизион — Мишкольц[2] .
- 1914 год — входит в состав VI корпуса 1 кавалерийской дивизии 6 бригады кавалерии.

## Командиры полка
- 1879: Алоис Покорный[3].
- 1908: Карл фон Энрикес[4].
- 1914: Альфонс ван дер Слоот фон Ваальминген[5].